# 国家公务员考试
中央机关及其直属机构公务员录用考试，又称国家公务员考试，是中华人民共和国为了筛选应聘国家公务员的应征者，所进行的一年一度考试，简称“国考”（区别于各省自行组织或者多省联合组织的“省考”），是中国规模最大的招聘考试，也是改革开放以来中竞争最为激烈的全国性考试之一。招考工作由国家公务员局组织，一般于上年度第三季度至本年度第二季度进行。

## 历史
国家公务员考试录用制度始于1994年。在中华人民共和国建立初期，干部录用主要由国家统一分配大中专毕业生、组织调配安置退伍军人、从社会上有计划地吸收符合资格条件的人员。1980年8月，中共中央副主席兼全国政协主席邓小平提出“要打破老框框，勇于改革不合时宜的组织制度、人事制度，关键是要健全幹部的选举、招考、任免、考核、弹劾、轮换制度”，并提出“将来很多职务、职称，只要考试合格，就应当录用或授予”。1987年中共十三大正式提出干部人事制度改革，重点是建立国家公务员制度。1988年，负责建立和推行公务员制度的中央机构人社部组建成立。1989年，人社部在审计署、海关总署、国家统计局、国家环保局、国家税务局、国家建材局进行国家公务员制度试点，1990年又分别在深圳、哈尔滨进行试点。
经过多年准备，1993年8月14日，国务院颁布《国家公务员暂行条例》，在各级国家行政机关建立和推行公务员制度。1994年6月，人社部颁布《国家公务员录用暂行规定》，标志着国家公务员考试录用制度正式建立，7月30日，人事部在北京举行新闻发布会，宣布将组织中央国家行政机关公务员录用首届招考，此后3天有近14000人咨询，新闻界称之为“万人赶考公务员”，8月19日，4400名考生参与了中央国家机关首次公务员招考，涉及国务院办公厅、建设部、人事部等30余个国家机关的490个职位。1998年底，全国公务员制度入轨工作基本到位，国家公务员制度在在中央和省、地（市）、县、乡（镇）五级政府机关基本建立。
2005年4月，第十届全国人大常委会第十五次会议审议通过了《中华人民共和国公务员法》，规定“录用担任主任科员以下以及其他相当职务层次的非领导职务公务员，采用公开考试、严格考察、平等竞争、择优录取的办法”。公务员考录工作正式进入法制化轨道。

## 程序

### 发布招考公告
有关部门一般于招考年度上一年的10月发布招考公告，载明招考的职位、名额、报考资格条件、报考需要提交的申请材料以及其他报考须知事项。参与招考部门一般为以下四个系统：
- 中央中共党群机关：包括中共中央、全国人大常委会、全国政协常委会、最高人民法院、最高人民检察院、民主党派和人民团体（如共青团中央、中华全国总工会、全国妇联等）各工作部门。
- 中央国家行政机关：国务院本级单位，包括国务院办公厅、国务院组成部门、国务院直属机构、国务院部委管理的国家局等。
- 中央国家行政机关直属机构和派出机构：国务院系统各部门直属或派出的工作机构，如国家税务总局垂直管理的各地税务局、海关总署垂直管理的各地海关、国家移民管理局垂直管理的各地出入境边防检查总站等。
- 国务院系统参照公务员法管理事业单位：由国务院或国务院系统部委管理、有行政职能的事业单位，其工作人员参照《中华人民共和国公务员法》管理，如各地的气象局、地震局等。

### 报名与资格审查
招录机关根据报考资格条件对报考申请进行审查，确认报考者是否具有报考资格。报考公务员应当具备下列资格条件：
1. 具有中华人民共和国国籍；
2. 年龄一般为18周岁以上、35周岁以下（非在职的应届硕士、博士研究生，放宽到40周岁以下）；
3. 拥护中华人民共和国宪法，拥护中国共产党领导和社会主义制度；
4. 具有良好的政治素质和道德品行；
5. 具有正常履行职责的身体条件和心理素质；
6. 具有符合职位要求的工作能力；
7. 具有大学专科以上文化程度；
8. 具备拟任职位所要求的资格条件。

因犯罪受过刑事处罚、被开除中国共产党党籍、被开除公职、被依法列为失信联合惩戒对象的人员，不得报考公务员。
通过资格审查的报考者，可进行报名确认并缴交相关考试费。

### 考试
考试采取笔试和面试的方式进行，考试内容根据公务员应当具备的基本能力和不同职位类别分别设置。

#### 笔试
笔试包括公共科目和专业科目。公共科目包括行政职业能力测验和申论两科。试卷分为3类，分别适用于中央机关及其省级直属机构综合管理类职位（省级卷）、市（地）级及以下直属机构综合管理类职位（市级卷）、行政执法类职位（2022年增设）。其中，行政职业能力测验为客观性试题，申论为主观性试题，满分均为100分。专业科目适用于专业性较强的部门，通常在公共科目考试前进行，中共中央对外联络部、外交部等部门日语、法语、俄语、西班牙语、阿拉伯语、德语、韩语、葡萄牙语等8个非通用语职位的报考者，还需参加统一组织的外语水平测试。中国银保监会、中国证监会及其派出机构职位，以及公安机关人民警察职位的报考者，还需参加统一组织的专业科目笔试。笔试在全国各直辖市、省会城市、自治区首府和部分较大城市设置考点。笔试成绩一般按照行政职业能力测验、申论成绩各占50%的比例合成，设置专业科目的职位则按各自规定计算。

#### 面试
招录机关按照笔试成绩从高到低的顺序，按各职位面试人数与计划录用人数的比例（一般为3：1，即岗位招录1人、面试入围3人，但也有4：1、5：1情况），确定各职位进入面试的人选。达到笔试合格分数线的人数与计划录用人数比例低于规定面试比例的职位，将面向社会进行调剂。调剂在公共科目考试内容相同（即同类试卷考生）的职位之间进行。部分招录机关在面试阶段组织专业能力测试。未组织专业能力测试的，综合成绩按照笔试、面试成绩各占50%的比例合成。组织专业能力测试的，综合成绩按照笔试成绩占50%、面试成绩和专业能力测试成绩共占50%的比例合成。

### 体检
招录机关根据报考者考试成绩由高到低的顺序确定体检人选，并进行体检。体检项目和标准按照《公务员录用体检通用标准》执行。部分招录机关将对报考者有关心理素质进行测评，公安机关人民警察职位，将对报考者有关体能情况进行测评，体能测评不合格的，不得确定为拟录用人员。

### 考察
招录机关根据报考者的考试成绩等确定考察人选，并进行报考资格复审和考察。报考资格复审主要核实报考者是否符合规定的报考资格条件，确认其报名时提交的信息和材料是否真实、准确、完整。考察工作突出政治标准，故又被称为“政审”，采取个别谈话、实地走访、严格审核人事档案、查询社会信用记录、同考察人选面谈等方法，考察内容主要包括人选的政治素质、道德品行、能力素质、心理素质、学习和工作表现、遵纪守法、廉洁自律、职位匹配度以及是否需要回避等方面的情况。

### 公示、审批或备案
招录机关根据考试成绩、考察情况和体检结果，提出拟录用人员名单，并予以公示，接受社会监督。公示期不少于五个工作日。公示期满，对没有问题或者反映问题不影响录用的，按照规定程序办理审批或者备案手续。

### 试用
通过审批或者备案手续的拟录用人员将被录用为公务员，新录用的公务员试用期为一年。试用期满合格的予以任职，不合格的取消录用。

## 历年考情
| 年份 | 计划招录人数 | 通过资格审查（万人） | 考前报名确认（万人） | 实际参加考试（万人） |
| ---- | ------------ | -------------------- | -------------------- | -------------------- |
| 1994 | 490          |                      |                      | 0.44                 |
| 1996 | 737          |                      |                      |                      |
| 2000 | 约800        |                      |                      |                      |
| 2001 | 约4500       |                      | 3.2                  |                      |
| 2002 | 约4800       |                      | 5.6                  |                      |
| 2003 | 5475         | 12.5                 | 8.7                  |                      |
| 2004 | 7572         | 18                   | 12                   |                      |
| 2005 | 8270         | 31                   | 25                   |                      |
| 2006 | 10282        | 50                   | 36.5                 |                      |
| 2007 | 12724        | 74.2                 | 53.5                 |                      |
| 2008 | 13797        | 80                   | 64                   |                      |
| 2009 | 13566        | 105.2                | 77.5                 |                      |
| 2010 | 15526        | 135                  | 104.2                | 92.7                 |
| 2011 | 16236        | 141.5                | 103                  | 90.2                 |
| 2012 | 17941        | 133                  | 113                  | 96                   |
| 2013 | 20839        | 149                  | 111.7                | 100.5                |
| 2014 | 19538        | 152                  | 111.9                | 99                   |
| 2015 | 22248        | 140.9                | 105                  | 90                   |
| 2016 | 27817        | 139.5                | 106.9                | 93                   |
| 2017 | 27016        | 148.63               | 113.7                | 98.4                 |
| 2018 | 28533        | 165.97               | 129.22               | 113.4                |
| 2019 | 14537        | 137.93               | 108                  | 92                   |
| 2020 | 24128        | 143.7                | 114.2                | 96.5                 |
| 2021 | 25726        | 157.6                | 125.1                | 101.7                |
| 2022 | 31242        | 212.3                | 174.2                | 142.2                |
| 2023 | 37100        | 259.77               | 194.8                | 152.5                |
| 2024 | 39561        | 303.3                | 261.3                | 225.2                |
| 2025 | 39721        | 341.6                | 298.2                | 258.6                |

## 相关法律法规
- 《中华人民共和国公务员法》
- 《公务员录用规定（试行）》[35]